# Islas Gilbert y Ellice
Las islas Gilbert y Ellice era el nombre de un protectorado británico desde 1892, y una colonia desde 1916 hasta 1976. Las islas, que mezclaban población micronesia y polinesia, se dividieron en dos colonias diferentes que adquirieron la independencia poco después. Las islas Gilbert pasaron a ser las islas principales de la República de Kiribati en 1979, y las islas Ellice son Tuvalu desde 1978.

## Historia
Las islas formaban parte de los territorios británicos del Pacífico Occidental organizados en 1857, pero el protectorado no se formalizó hasta 1892 con el nombramiento de un alto comisionado. En 1900 se incluyó la isla Ocean (hoy en día Banaba).
En 1916 pasaron a ser colonia británica, estableciendo la capital en la isla Ocean. Del archipiélago de las islas de la Línea se incorporaron a la colonia la isla Fanning (hoy en día Tabuaeran) y la isla Washington (hoy en día Teraina) en 1916, y la isla de Navidad con la protesta de los Estados Unidos en 1919.
Las islas de la Unión (hoy en día Tokelau) se incluyeron en la colonia en 1916, y pasaron a la administración de Nueva Zelanda en 1925, aunque en la práctica no fue hasta después de la guerra, junto con el mandato sobre la Samoa Alemana.
Durante la Segunda Guerra Mundial se produjo la batalla de Tarawa entre japoneses y estadounidenses. Después de la guerra la capital de la colonia se estableció en Tarawa.
Las islas Fénix se incorporaron en 1937, y el resto de islas centrales y meridionales de las Espóradas Ecuatoriales en 1972.
Las islas Ellice se separaron en una colonia aparte en 1976, adquiriendo la independencia en 1978. El año siguiente se formó la República de Kiribati con las islas Gilbert, Ellice y Espóradas Ecuatoriales, excepto algunas islas al norte que están bajo dominio federal estadounidense.

## Ubicación

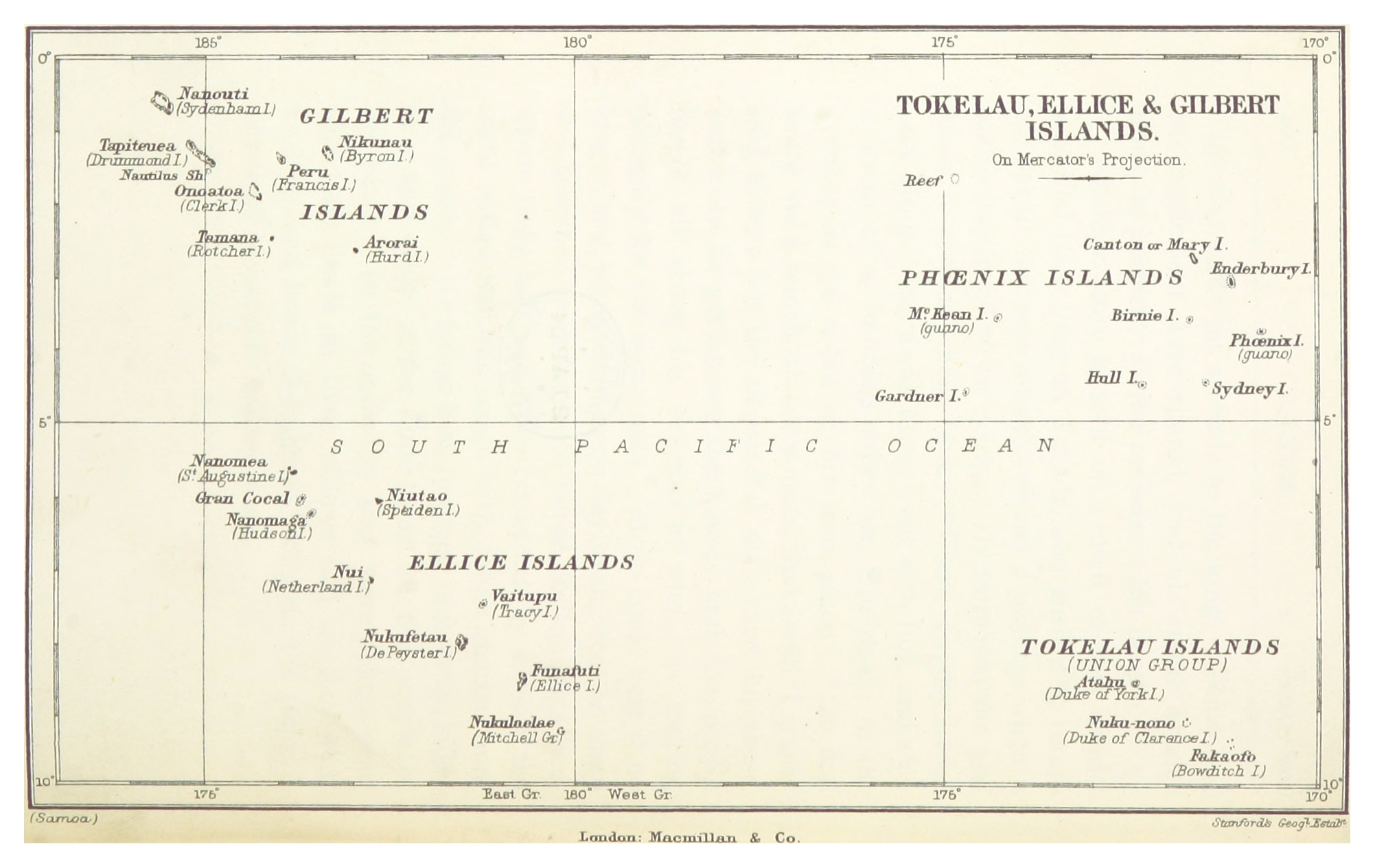
Mapa de las Islas Gilbert del Sur, Islas Ellice y Tokelau, 1884.

Las islas Gilbert (a veces también conocidas como islas Kingsmill) son una cadena de dieciséis atolones e islas de coral en el océano Pacífico occidental, que tradicionalmente forman parte de la subregión de Micronesia, pero forman parte de la Oceanía Lejana. Las islas Gilbert son la parte principal de lo que ahora es la República de Kiribati ("Kiribati" es la versión gilbertes de "Gilberts") Los atolones de las Gilbert están dispuestos en una línea aproximada de norte a sur. En un sentido geográfico, el ecuador sirve como la línea divisoria entre las islas Gilbert del norte y las islas Gilbert del sur. Las islas Ellice están al sur de las Gilbert. Las Ellice comprenden tres islas de arrecife y seis verdaderos atolones repartidos entre la latitud de 5° a 10° sur y la longitud de 176° a 180°, al oeste de la Línea internacional de cambio de fecha.. Las islas Ellice están a medio camino entre Hawái y Australia. Las Ellice son parte de la subregión Polinesia de Oceanía.

## Territorios
| Islas                       | Fecha de incorporación | Fecha de separación | Hoy                    |
| --------------------------- | ---------------------- | ------------------- | ---------------------- |
| Islas Gilbert               | 1892                   | 1976                | Kiribati               |
| Islas Ellice                | 1892                   | 1976                | Tuvalu                 |
| Isla Ocean (Gilbert)        | 1900                   | 1976                | isla Banaba (Kiribati) |
| Islas de la Unión           | 1916                   | 1925                | Tokelau                |
| Isla Fanning (Espóradas)    | 1916                   | 1976                | Tabuaeran (Kiribati)   |
| Isla Washington (Espóradas) | 1916                   | 1976                | Teraina (Kiribati)     |
| Isla de Navidad (Espóradas) | 1919                   | 1976                | Kiritimati (Kiribati)  |
| Espóradas Ecuatoriales      | 1972                   | 1976                | Kiribati               |
| Islas Fénix                 | 1937                   | 1976                | Kiribati               |